# 프랑스 공동체
프랑스 공동체(프랑스어: Communauté française)는 1958년 프랑스와 남아있는 아프리카 식민지 사이에 설립된 헌법 조직으로 당시 탈식민지화 과정에 있었다. 그것은 1946년에 식민제국을 재조직한 프랑스 연합을 대체했다. 공동체는 1995년 프랑스 의회가 공식적으로 폐지할 때까지 공식적으로 존재했지만 사실상 1960년 말까지 존재하고 기능하며, 그때까지 모든 아프리카 회원들이 독립을 선언하고 떠났다.
공동체는 수명이 짧았는데, 아프리카 회원들이 그것을 거부하지는 않았지만 실생활을 제공하는 것을 자제했기 때문이다. 평등의 외양 아래, 공동체의 헌법은 아프리카 12개국의 주권을 제한하고 다음과 같은 중요한 기능을 외교, 국방, 통화, 경제 정책 및 원자재 통제와 같은 중요한 기능을 "도메인 코뮌"(공동으로 행사됨)에 배치함으로써 가능했다.

## 배경
프랑스 공동체를 만든 제5공화국의 헌법은 알제리 전쟁의 결과였다. 1946년 프랑스 연합에서는 프랑스 식민지가 없다고 말했지만 대신 프랑스 본토, 해외 부서 및 해외 영토는 단일 프랑스 연합 또는 단 하나의 프랑스를 구성한다. 실제로 식민지는 권력이 거의 없었고 모든 권력은 프랑스 의회에 집중되어 있었다.

## 회원

프랑스의 국기

1959년 초 프랑스 공동체의 구성원은 다음과 같다.:
- 프랑스 공화국은 "하나로 나눌 수 없는" 것이었다. 모든 주민들은 프랑스 시민이었고 공화국의 대통령과 프랑스 의회의 선거에 참여했다. 다음으로 구성되었다:
  - 유럽 프랑스, 코르시카 (대도시)를 포함한다.
  - 알제리 및 사하라. 프랑스의 필수적인 부분으로 간주되는 이 지역은 알제리에 13개, 사하라에 2개의 부서로 나뉜다. 모든 주민은 프랑스 시민이었지만 무슬림은 자신들의 법적 지위를 유지했다. 모두 프랑스 의회와 선출된 지방자치단체에 대표를 보냈다.
  - 해외 부서. 그들의 행정과 입법은 원칙적으로 수도권의 것이었지만, 그들 각각은 개별적인 헌법을 받을 수 있었다.
    - 프랑스령 기아나.
    - 과들루프 및 종속성.
    - 마르티니크.
    - 레위니옹.

  - 해외 영토. 그들은 일반 투표에 의해 선출된 영토 의회를 가진 그들만의 개별 조직을 가지고 있었다; 의회는 통치 위원회를 임명했고, 그 위원장은 중앙 권력에 의해 임명된 주지사가 되었다. 영구적인 인구가 없는 프랑스 남부와 남극 지역은 파리에서 직접 관리되었다.
    - 코모로섬.
    - 프랑스령 폴리네시아.
    - 프랑스령 소말릴란드.
    - 프랑스령 남방 및 남극 지역.
    - 누벨칼레도니 및 종속성.
    - 생피에르 미클롱.
- 초기에 있었던 회원국들은:
  - 중앙아프리카 공화국.
  - 차드.
  - 콩고 (브라자빌).
  - 다호메이.
  - 가봉.
  - 코트디부아르.
  - 말라가시 공화국.
  - 모리타니.
  - 니제르.
  - 세네갈.
  - 수단 공화국.
  - 오트볼타 공화국.

"공동체의 시민권"은 하나 뿐이었지만, 공동체 구성원 국가가 된 영토는 프랑스 공화국의 일부를 형성하지 않았으며 광범위한 자치권을 부여 받았다. 그들은 그들 자신의 헌법을 가지고 있었고 그들 사이에 노조를 만들 수 있었다. 전체적으로 공동체의 관할권은 외교 정책, 국방, 통화, 공동 경제 및 금융 정책 및 전략적 문제에 대한 정책으로 제한되었으며, 특별 협정, 사법 통제, 고등 교육, 대외 및 대중 교통 및 전기 통신은 예외이다.:11 공동체는 다른 주와 연합 협정을 맺을 수도 있다.
공동체와 관련된 프랑스령 카메룬 및 프랑스령 토골랜드의 유엔 신탁 영토와 뉴헤브리디스 제도의 영국-프랑스 콘도미니엄이 있다.

## 기관
헌법 91조는 공동체 기관이 1959년 4월 4일까지 설립되어야 한다고 규정했다.
이들은 다음과 같았다:
공동체의 회장은 프랑스 공화국의 대통령이었다. 회원국들도 그의 선거에 참여했고 그는 각 주에서 고등 판무관으로 대표 되었다.  1958년 드골 대통령은 모든 주에서 절대 다수에 의해 선출되었다. 프랑스 내에서 자치를 촉진하기 위해 드골은 식민지가 공동체 내에 머물 수 있도록 식민지에 자치권을 부여했다.
공동체 집행위원회 1년에 여러 번, 회의를 지휘하는 대통령의 소환으로 수도 중 한 곳에서 모였다. 그것은 여러 주 정부의 수장과 공동 업무를 담당하는 장관으로 구성되었다.
공동체 상원은 주 인구에 비례하는 숫자로 그들에 의해 지정된 지방 의회의 구성원들로 구성되었다. 이 몸은 기능적으로 무력했지만, 두 차례의 회의를 거쳐 1961년 3월에 폐지되었다.
공동체 중재 법원은 대통령이 지명한 7명의 판사로 구성되어 회원국 간의 분쟁에 대한 결정을 내렸다.
프랑스가 '식민지의 식민지'가 되는 것을 원하지 않았기 때문에, 아프리카 국가들은 다수결 투표권을 구성하지 않았고 투표권을 얻기 위해 기능적으로 프랑스 정당에 가입해야 했다.

## 작용
코뮌은 처음에 회원국과 프랑스 정부 간의 긴밀한 협력을 가정했다. 프랑스 정부는 모든 주에서 치안과 어느 정도 치안을 담당했다. 1960년 2월 4일 알제리 중부 사하라 사막 근처에서 일어난 프랑스의 첫 핵실험인 "저부아즈 블루"에 아프리카 대통령들이 참석했다.

## 같이 보기
- 식민주의
- 탈식민지화
- 프랑코포니

## 저서
- De Lusignan, Guy, French-Speaking Africa Since Independence, New York: Praeger, 1969.
- "French Community." Encyclopædia Britannica, Volume 9, Page 756B and 756C. William Benton. London, Chicago, Geneva, Sydney, Toronto. 1963.
- Encyclopædia Britannica World Atlas. William Benton. Chicago, London, Toronto, Geneva, Sydney. 1963 Plates 57–58.